# Impuls sile
Impuls sile (lat. impulsus: udarac, podsticaj), u mehanici(oznaka I), vektorska je fizička veličina određena (definisana) kao umnožak sile i vremena tokom kojeg je ta sila delovala. Matematički se računa kao: 
{\displaystyle {\vec {I}}={\vec {F}}t}
ili, u integralnom obliku, ako sila nije konstantna, već je funkcija vremena (tokom vremena od trenutka :
{\displaystyle \mathbf {I} =\int _{t_{1}}^{t_{2}}\mathbf {F} \,dt}
Uz pojam impulsa sile usko je vezana količina kretanja čestice, koja je umnožak njene mase i vektora brzine m ∙ v. Bez delovanja impulsa nema promene brzine čestice, jer je (zakon količine kretanja):
{\displaystyle \mathbf {I} =\int _{t_{1}}^{t_{2}}\mathbf {F} \,dt=\Delta \mathbf {p} =m\mathbf {v_{2}} -m\mathbf {v_{1}} }
gde je:
 - sila koja deluje na telo,
1 i t2 - vreme ili trenutak kada sila počinje da deluje, odnosno kada sila prestaje da deluje,
 - masa tela,
2 - konačna brzina tela,
1 - početna brzina tela,
 - promena količine kretanja.
Ta se veza impulsa sa količinom kretanja izvodi za česticu integrisanjem drugog Njutnovog zakona po vremenu, a u sličnom obliku postoji i kod kretanja krutog tela. Merna jedinica impulsa je njutn sekunda (N s).
Očito je da je derivacija impulsa po vremenu jednaka sili, te stoga iz definicije drugog Njutnovog zakona proizlazi da je impuls ekvivalentan količini kretanja. Može se stoga pisati:
{\displaystyle {\vec {I}}={\vec {p}}}
{\displaystyle {\vec {F}}\cdot t=m\cdot {\vec {v}}}
Ovakav matematički zapis je posve korektan samo ako je sila delovala na telo u mirovanju. Opštiji zapis ima sledeći oblik:
{\displaystyle {\vec {I}}=m\cdot {\vec {v}}_{2}-m\cdot {\vec {v}}_{1}}
iz čega je očito da je impuls sile jednak promeni količine kretanja. Drugim rečima, impuls sile uzrokuje promenu stanja kretanja baš kao što to može utvrditi i za silu konstantnog intenziteta.
Takođe, matematički je lako pokazati da je promena kinetičke energije jednaka skalarnom umnošku impulsa sile i vektora srednje brzine.
{\displaystyle E_{K2}-E_{K1}={\vec {I}}\cdot {\vec {v}}_{sr}}
gde je {\displaystyle {\vec {v}}_{sr}={{{\vec {v}}_{2}+{\vec {v}}_{1}} \over 2}}. Ovde je važno uočiti da se radi o vektorskom, a ne skalarnom zbiru.

## Impuls sile i količina kretanja
Neka se kugla mase m kreće uniformnom brzinom . Ako se na tu kuglu deluju silom F, ona će dobiti ubrzanje ili akceleraciju a, pa će njena brzina  biti (uniformno ubrzano pravolinijsko kretanje):
{\displaystyle v_{2}=v_{1}+a\cdot t}
Kad se pomnoži leva i desna strana ove jednačine sa m, dobija se:
{\displaystyle m\cdot v_{2}=m\cdot v_{1}+m\cdot a\cdot t}
Kako je prema drugom Njutnovom zakonu kretanja:
{\displaystyle F=m\cdot a}
to je:
{\displaystyle m\cdot v_{2}=m\cdot v_{1}+F\cdot t}
pa se dobija:
{\displaystyle F\cdot t=m\cdot v_{2}-m\cdot v_{1}}
Umnožak sile F i vremena t, u kojem je sila delovala na telo, zove se impuls sile, a umnožak mase i brzine zove se količina kretanja. 
Kako je  = količina kretanja na kraju intervala t, a  = količina kretanja pre delovanja sile F, to je  = prirast količine kretanja. Prema tome, navedeni izraz u matematičkom obliku pokazuje da je: „Impuls sile za neko vreme  jednak prirastu količine kretanja za to vreme”. 
Ako kugla miruje pre delovanja sile, to jest  = 0, onda je:
{\displaystyle F\cdot t=m\cdot v}
što znači da je impuls sile za neko vreme  jednak količini kretanja.

## Literatura
- Hibbeler, Russell C. (2010). Engineering Mechanics (12th изд.). Pearson Prentice Hall. стр. 222. ISBN 978-0-13-607791-6.
- Serway, Raymond A. (2003). Physics for Scientists and Engineers. Philadelphia: Saunders College Publishing. ISBN 978-0-534-40842-8.
- Tipler, Paul (2004). Physics for Scientists and Engineers: Mechanics, Oscillations and Waves, Thermodynamics (5th изд.). W. H. Freeman. ISBN 978-0-7167-0809-4.
- Howland, R. A. (2006). Intermediate dynamics a linear algebraic approach (Online-Ausg. изд.). New York: Springer. стр. 255–256. ISBN 9780387280592.
- Corben, H.C.; Stehle, Philip (1994). Classical Mechanics. New York: Dover publications. стр. 28-31. ISBN 978-0-486-68063-7.
- Cutnell, John D.; Johnson, Kenneth W. (2003). Physics, Sixth Edition. Hoboken, New Jersey: John Wiley & Sons Inc. ISBN 978-0-471-15183-8.
- Feynman, Richard P.; Leighton; Sands, Matthew (2010). The Feynman lectures on physics. Vol. I: Mainly mechanics, radiation and heat (New millennium изд.). New York: BasicBooks. ISBN 978-0465024933.
- Feynman, Richard P.; Leighton, Robert B.; Sands, Matthew (2010). The Feynman lectures on physics. Vol. II: Mainly electromagnetism and matter (New millennium изд.). New York: BasicBooks. ISBN 978-0465024940.
- Halliday, David; Resnick, Robert; Krane, Kenneth S. (2001). Physics v. 1. New York: John Wiley & Sons. ISBN 978-0-471-32057-9.
- Nolting, Wolfgang (2008). Klassische Mechanik. In: Grundkurs Theoretische Physik; Bd. 1, 8. Berlin: Springer. ISBN 978-3-540-34832-0.
- Kleppner, Daniel; Kolenkow, Robert J. (2010). An introduction to mechanics (3. print изд.). Cambridge: Cambridge University Press. ISBN 978-0-521-19821-9.
- Feynman, Richard P. (2007). Feynman-Vorlesungen über Physik. Mechanik, Strahlung, Wärme 5., verbesserte Auflage, definitive Edition. München / Wien: Oldenbourg. ISBN 978-3-486-58444-8.
- Parker, Sybil (1993). „force”. Encyclopedia of Physics. Ohio: McGraw-Hill. стр. 107,. ISBN 978-0-07-051400-3.
- Sears, F.; Zemansky, M.; Young, H. (1982). University Physics. Reading, Massachusetts: Addison-Wesley. ISBN 978-0-201-07199-3.
- Tipler, Paul A. (2000). Physik. 3. korrigierter Nachdruck der 1. Heidelberg / Berlin: Spektrum Akademischer Verlag. ISBN 978-3-86025-122-5.
- Bergmann, Ludwig; Schaefer, Clemens (2008). Mechanik – Akustik – Wärme. In: Lehrbuch der Experimentalphysik. Bd. 1, 12. Berlin: Walter de Gruyter. ISBN 978-3-11-019311-4.
- Verma, H.C. (2004). Concepts of Physics Vol 1. (2004 Reprint изд.). Bharti Bhavan. ISBN 978-81-7709-187-8.
- Robert Stawell Ball (1871) Experimental Mechanics from Google books.
- Lev Landau; Evgeny Lifshitz (1972). Mechanics and Electrodynamics, Vol. 1. Franklin Book Company, Inc. ISBN 978-0-08-016739-8.
- Truesdell, C. (1968). Essays in the History of Mechanics. Berlin, Heidelberg: Springer Berlin Heidelberg. ISBN 9783642866470.
- Maddox, René Dugas ; foreword by Louis de Broglie ; translated into English by J.R. (1988). A history of mechanics (Dover изд.). New York: Dover Publications. ISBN 0-486-65632-2.
- Buchwald, Jed Z.; Fox, Robert, ур. (2013). The Oxford handbook of the history of physics (First изд.). Oxford: Oxford University Press. стр. 358–405. ISBN 9780199696253.
- Rovelli, Carlo (2015). „Aristotle's Physics: A Physicist's Look”. Journal of the American Philosophical Association. 1 (1): 23—40. S2CID 44193681. arXiv:1312.4057 . doi:10.1017/apa.2014.11.
- Peter Pesic (март 1999). „Wrestling with Proteus: Francis Bacon and the "Torture" of Nature”. Isis. The University of Chicago Press on behalf of The History of Science Society. 90 (1): 81—94. JSTOR 237475. S2CID 159818014. doi:10.1086/384242.
- Espinoza, Fernando (2005). „An analysis of the historical development of ideas about motion and its implications for teaching”. Physics Education. 40 (2): 141. Bibcode:2005PhyEd..40..139E. doi:10.1088/0031-9120/40/2/002.
- Seyyed Hossein Nasr; Mehdi Amin Razavi (1996). The Islamic intellectual tradition in Persia. Routledge. стр. 72. ISBN 978-0-7007-0314-2.
- Aydin Sayili (1987). „Ibn Sīnā and Buridan on the Motion of the Projectile”. Annals of the New York Academy of Sciences. 500 (1): 477—482. Bibcode:1987NYASA.500..477S. S2CID 84784804. doi:10.1111/j.1749-6632.1987.tb37219.x.
- Gutman, Oliver (2003). Pseudo-Avicenna, Liber Celi Et Mundi: A Critical Edition. Brill Publishers. стр. 193. ISBN 90-04-13228-7.
- Palmieri, Paolo (2003-06-01). „Mental models in Galileo's early mathematization of nature”. Studies in History and Philosophy of Science Part A (на језику: енглески). 34 (2): 229—264. Bibcode:2003SHPSA..34..229P. ISSN 0039-3681. doi:10.1016/S0039-3681(03)00025-6.
- Blåsjö, Viktor (2021-02-12). „Galileo, Ignoramus: Mathematics versus Philosophy in the Scientific Revolution”. arXiv:2102.06595  [math.HO].
- Cohen, H. Floris (1991).  Yoder, Joella G., ур. „How Christiaan Huygens Mathematized Nature”. The British Journal for the History of Science. 24 (1): 79—84. ISSN 0007-0874. JSTOR 4027017. S2CID 122825173. doi:10.1017/S0007087400028466.
- „Christiaan Huygens - Biography”. Maths History (на језику: енглески). Приступљено 2021-04-06.
- Dijksterhuis, Fokko Jan (2004). Lenses and Waves: Christiaan Huygens and the Mathematical Science of Optics in the Seventeenth Century. Archimedes (на језику: енглески). Springer Netherlands. ISBN 978-1-4020-2697-3.